# میکی ایشی
میکی ایشی (انگلیسی: Miki Ishii؛ زادهٔ ۷ نوامبر ۱۹۸۹) بازیکن زن والیبال ساحلی اهل ژاپن است.
وی در مسابقات کشوری و بین‌المللی در مجموع برندهٔ ۱ مدال نقره شده‌است.